# Deutsche Bank Place
Deutsche Bank Place  — третій за висотою хмарочос Сіднея, одинадцятий за висотою хмарочос Австралії. Висота будинку становить 160 метрів, з урахуванням двох шпилів 240 метрів. В будинку 39-поверхів, але спочатку було заплановано набагато більше, проте через те що за проектом будинок би перекривав доступ соняшного світла до будинку Парламента та Державної бібліотеки його висоту було зменшено. Проект було розроблено архітектурним бюро Foster and Partners. Будівництво було розпочато в 2002 і завершено в 2005 році.
Deutsche Bank займає 9 з 39 поверхів будівлі і володіє правами на ім’я будинку.